# Kye Song-hyok
Kye Song-hyok ((계성혁?, 桂成赫?); 12 novembre 1992) è un calciatore nordcoreano, attaccante dell'April 25 e della Nazionale nordcoreana.

## Carriera

### Club
Gioca dal 2012 nella massima serie della Corea del Nord.

### Nazionale
Ha esordito in nazionale nel 2014.